# Margit Kaffka
Dans le nom hongrois Kaffka Margit, le nom de famille précède le prénom, mais cet article utilise l’ordre habituel en français Margit Kaffka, où le prénom précède le nom.
Pour les articles homonymes, voir Kafka (homonymie).
Margit Kaffka, née le 10 juin 1880 à Nagykároly (aujourd’hui Carei en Roumanie) et morte le 1er décembre 1918 à Budapest, est une écrivaine et poétesse hongroise.

## Biographie
Le père de Margit Kaffka, Gyula Kaffka (aux ancêtres d'origine tchèque), est procureur général ; sa mère (Margit Uray, en hongrois : urai Uray Margit) est issue d'une famille noble très ancienne mais sans fortune. Lorsqu'à l'âge de six ans Margit perd son père, sa famille retombe dans une situation économique et sociale très difficile, et Margit est accueillie gratuitement à la maison mère des Sœurs de la Charité de Saint Vincent de Paul de Szatmár (Szatmári Irgalmas Nővérek ; aujourd'hui Satu Mare en Roumanie). Elle y obtient un diplôme d'institutrice, puis étudie à l'École de femmes Erzsébet (en) (Erzsébet nőiskola) à Budapest et devient professeur des écoles secondaires (polgári iskola) à Miskolc en 1903, puis près de Budapest en 1907.
Son retour à Budapest après quelques années à Miskolc lui permet de se rapprocher du centre de la vie littéraire, où les vers qu'elle écrivait depuis sa jeunesse commençaient déjà à être publiés. Elle fait désormais partie des cercles littéraires, dont les membres les plus influents reconnaissent immédiatement son originalité, et elle participera à la revue littéraire Nyugat depuis le premier numéro en 1908 jusqu'à sa mort. En 1911, elle termine son œuvre principale, Couleurs et années (Színek és évek), histoire d'une femme à la riche vie intérieure, mais que les circonstances contraignent sans cesse à des compromis. Elle écrit plusieurs nouvelles et romans, puis elle répond au déclenchement de la Première Guerre mondiale par des vers pacifistes, partageant le point de vue d'Endre Ady, son ami de longue date, sur la guerre et sur la nécessité d'un changement social. Petit à petit elle se réclame du socialisme et cherche à montrer dans ses écrits l'image de la société, comme dans son dernier roman Hangyaboly (« Fourmilière », 1917) décrivant les rapports sociaux dans le milieu fermé d'une école de religieuses, qui devient symbolique de ce qui se passe dans le monde. Elle aurait pu continuer dans cette voie des thèmes sociaux, mais alors que fin octobre 1918 elle accueille avec joie à Budapest la fin de la monarchie austro-hongroise et la révolution des Chrysanthèmes, un mois plus tard elle meurt de la grippe espagnole, le même jour que son fils unique. Elle est enterrée au cimetière de Farkasrét à Budapest.

## Œuvre
Deux thèmes principaux marquent son œuvre : la disparition de la petite noblesse et la condition des femmes au tournant du siècle. C'est par ce biais qu'elle en arrive à l'histoire de la vie de sa mère, à ses souvenirs de l'école Erzsébet, aux luttes des débuts de la revue Nyugat, et à ses aveux cruels sur elle-même en tant que femme indépendante au milieu des maux et des soucis d'une société hongroise à l'organisation anachronique et tiraillée par les contradictions.

### Traductions en français
- Margit Kaffka (trad. du hongrois par Suzanne Horvath), Couleurs et années [« Színek és évek (1re éd. 1912) [(hu) lire en ligne] »], Paris, L'Harmattan, coll. « Lettres danubiennes », 2010, 274 p. (ISBN 978-2-296-11577-4)

### Traductions en d'autres langues
- (en) Margit Kaffka (trad. du hongrois par Charlotte Franklin), The ant heap [« Hangyaboly (Fourmilière, 1re éd. 1917) [(hu) lire en ligne] »], Londres, Marion Boyars, 1995, 176 p. (ISBN 9780714529899)
- (es) Margit Kaffka (trad. du hongrois par Éva Cserháti, Antonio Manuel Fuentes Gaviño), Hormiguero [« Hangyaboly »], Valence, El Nadir, 2009, 198 p. (ISBN 978-84-936744-1-0, présentation en ligne)
- (it) Margit Kaffka (trad. du hongrois par Roberto Ruspanti), Destino di donna [« Mária évei (Les années de Mária, 1re éd. 1913) [(hu) lire en ligne] »], Rome, Gaffi, 2006, 267 p. (ISBN 9788887803761, lire en ligne)